# Ben Lomond (Kalifornija)
Ben Lomond je naseljeno područje za statističke svrhe u američkoj saveznoj državi Kalifornija. Prema popisu stanovništva iz 2010. u njemu je živjelo 6,234 stanovnika.